# كارل نولز
كارل نولز (بالإنجليزية: Carl Knowles)‏ (24 فبراير 1910 بسان دييغو في الولايات المتحدة - 4 سبتمبر 1981 بلوس أنجلوس في الولايات المتحدة) هو لاعب كرة سلة أمريكي في مركز هجوم صغير الجسم، شارك في الألعاب الأولمبية الصيفية 1936. ولعب مع بروينز لجامعة كاليفورنيا ‏.

## وصلات خارجية
- كارل نولز على موقع سبورتس رفرنس (الإنجليزية)
- كارل نولز على موقع أوليمبيديا (الإنجليزية)